# Frederik Johansen
Frederik Johansen (13. august 1873 i Haslev – 2. september 1971) var en dansk officer og slotsforvalter.

## Biografi
Han var søn af gårdejer S. Johansen (død 1897) og hustru Ane Margrete f. Sørensen (død 1892), blev sekondløjtnant 1892, premierløjtnant 1897, kaptajn 1910 og oberstløjtnant og chef for 7. bataljon 1924. Johansen var bataljonschef ved landstormen 1928-32, forrettede tjeneste ved 1. Generalkommandos stab 1912-14 og i Krigsministeriet 1923-32 og fik afsked 1933. Han var dernæst slotsforvalter på Kronborg 1935-1946.
Han var Ridder af Dannebrog, Dannebrogsmand og dekoreret med Grifordenen. Johansen var desuden lærer ved Hærens Officersskole 1912-24, medlem af Den militære straffelovskommission 1923-32 og af Landstormskommissionen 1928-32 samt medarbejder ved Fyns Venstreblad 1914-20 og ved Politiken fra 1935.
Han blev gift 7. maj 1903 med Emilie Andreasen (død 1928).